# PlumResearch
Plum Research S.A. - polska firma z siedzibą główną w Warszawie, specjalizująca się w analizie danych dotyczących oglądalności treści na platformach streamingowych. Została założona w 2015 roku jako spółka portfelowa funduszu inwestycyjnego Tar Heel Capital Pathfinder.
PlumResearch było pierwszą firmą, która prowadziła pomiar widowni na platformach streamingowych. Firma dostarcza narzędzia analityczne, które umożliwiają szczegółową ocenę relacji widza i efektywności produkcji filmów i seriali.

## Historia
PlumResearch rozpoczęło działalność w 2015 roku od produktu dla branży muzycznej, zatytułowanego Syphonics. W 2016 roku porzucono segment muzyczny, skupiając się na platformach SVOD, AVOD i TVOD. W roku 2017, firma nawiązała współpracę z Sony Pictures Entertainment, z którym stworzyła narzędzie Showlabs.
W kolejnych latach PlumResearch rozszerzyło linie produktów, wprowadzajac m.in. Showlabs Enterprise, Showlabs Business oraz Showlabs Multiview. Dzięki tym narzędziom klienci uzyskują wgląd w dane z 77 rynków na największych platformach streamingowych. (stan na 18 sierpnia 2023 roku)